# Long Distance Calling (Album)
Long Distance Calling ist das dritte Studioalbum der deutschen Post-Rock-/Post-Metal-Band Long Distance Calling. Es erschien am 18. Februar 2011 über Superball Music und brachte der Band ihre erste Chartplatzierung.

## Entstehung
Wie bei den ersten beiden Studioalben entstanden die Lieder im Proberaum der Band in diversen Jamsessions. Dabei stellte sich schnell heraus, dass die Musik deutlich riff-orientierter als früher ausfiel. Lediglich das abschließende Lied Beyond the Void wurde am Computer zusammengesetzt. Timebends entstand aus einer spontanen Jamsession zwischen Jan Hoffmann und Janosch Rathmer, als sie bei einer Probe auf die beiden Gitarristen warten mussten.
Das Album wurde im August und September 2010 in den Horus Studios in Hannover aufgenommen. Produziert wurde das Album von der Band und Benjamin Schäfer. Letzterer übernahm auch das Abmischen und Mastern. Als Gastmusiker ist der Armored-Saint- und ehemalige Anthrax-Sänger John Bush bei dem Lied Middleville zu hören. Bush schrieb auch den Text für das Lied, welches von Joey Vera in Los Angeles aufgenommen worden ist.
Das Albumcover wurde von Sebastian Jerke entworfen. Für das Lied Into the Black Wide Open drehte die Band ihr erstes Musikvideo. Der limitierten Edition des Albums liegt eine Bonus-CD bei, auf der ein Konzertmitschnitt von Roadburn Festival aus dem Jahre 2010 zu hören ist.

## Hintergrund
In einem Interview erklärte Schlagzeuger Janosch Rathmer, warum die Band dieses Album nach sich selbst benannt hat.

„Wir sind diesmal einfach das erste Mal wirklich komplett zufrieden und wollten schon deutlich machen, dass dies das Album ist, das uns definiert. Wir sind zwar noch lange nicht da, wo wir hinwollen, aber wir sehen dieses Album auch schon ein bisschen als Startschuß für diesen Weg.“

Das Album beschäftigt sich mit dem Thema Weltraum und der Theorie, dass die Erde nur ein kleiner unbedeutender Fleck im Universum ist. Es handelt sich aber nicht um ein Konzeptalbum. Das Lied The Figrin D’an Boogie ist eine Hommage auf einen der Musiker der Mos Eisley Cantina Band aus dem Film Krieg der Sterne aus der Star-Wars-Filmreihe.
Das Lied Arecibo (Long Distance Calling) wurde nach der Stadt Arecibo auf Puerto Rico benannt, dessen Observatorium das zweitgrößte Radioteleskop der Welt ist. Von dort aus wurde am 16. November 1974 die so genannte Arecibo-Botschaft an mögliche Außerirdische ins Weltall geschickt. Da der Bassist Jan Hoffmann im Jahre 1974 geboren wurde, wurde der Bandname an den Liedtitel gehängt. Middleville bezeichnet laut dem Gitarristen Florian Füntmann „eine absolute Durchschnittsstadt in der nichts ist oder passiert, was groß aus dem Rahmen bricht oder außergewöhnliche Wichtigkeit besitzt“.

## Rezeption

### Rezensionen
Peter Kubaschk vom Online-Magazin Powermetal.de vergab für Long Distance Calling die Höchstnote, da der Band „der erhoffte Geniestreich gelungen“ sei. Kubaschk ergänzte, dass man „diese Musik nicht besser spielen könne“ und dass die Band „keinen besseren Gastsänger auftreiben könne“. Thorsten Zahn vom deutschen Magazin Metal Hammer schrieb in seiner Rezension, dass „diese Verschmelzung aller riff-getriebenen Rock-Stile ein Höhepunkt unter den diesmonatigen Veröffentlichungen“ sei und vergab sechs von sieben Punkten. Sebastian Mack vom Online-Magazin Metal1.info bezeichnete das Album als „Pflichtprogramm für Freunde anspruchsvoller, rockiger Klänge – und das ganz ohne den lähmenden Ballast von gewolltem Ambitionismus oder aufgesetzter Intellektualität.“ und vergab neun von zehn Punkten. Auch in genrefremden Medien wurde das Album positiv bewertet. So bewertete das Nachrichtenmagazin Focus Long Distance Calling als „grandioses Instrumentalalbum“ und vergab acht von zehn Punkten.

### Chartplatzierungen
| ChartsChartplatzierungen | Höchstplatzierung | Wochen |
| ------------------------ | ----------------- | ------ |
| Deutschland (GfK)        | 36 (1 Wo.)        | 1      |